# Nicolaas Pieneman

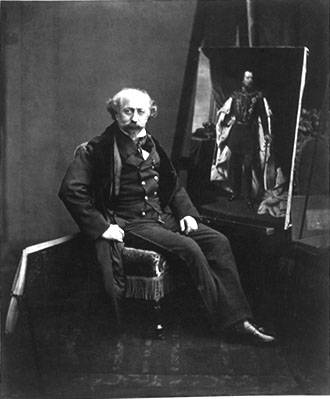
Nicolaas Pieneman en 1859.

Nicolaas Pieneman (Amersfoort, 1 de enero de 1809-Ámsterdam, 30 de diciembre de 1860) fue un pintor neerlandés.
Hijo de Jan Willem Pieneman, estudió con su padre y posteriormente en la Real Academia de Bellas Artes de Ámsterdam; fue alumno de Jean Baptiste Madou. Se especializó en pinturas históricas recientes y en retratos. Fue amigo de Guillermo II de los Países Bajos; a quien pintó en su proclamación como rey en 1840 y a muchos miembros de la familia real también. Sus pupilos fueron Jan Daniël Beijnon, Johannes Arnoldus Boland, Conradijn Cunaeus, Bernard te Gempt, Hendrik Hollander, Willem Johann Martens, Johan Heinrich Neuman, Jan Frederik Tack, y Antonie Frederik Zürcher.
Fue miembro de cuarta clase de la Real Academia Neerlandesa de Artes y Ciencias y en virtud de esto, a partir de 1852, de Natura Artis Magistra. Fue miembro de la Sociedad Arti et Amicitiae. Fue un caballero de la Orden del León holandés, un comandante de la Orden de Adolfo de Nassau y designado a la Orden de la Estrella Polar.

## Galería

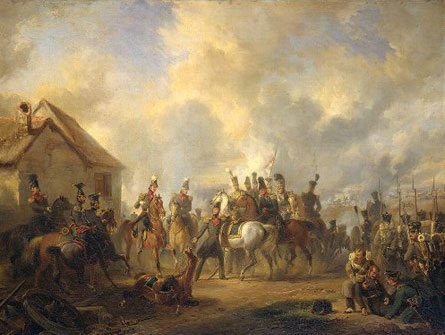
De slag bij Boutersem, 12 augustus 1831, gedurende de Tiendaagse Veldtocht (La batalla en Boutersem 12 de agosto de 1831, durante la Campaña de los Diez Días), 1833. Óleo sobre lienzo, 60.5 × 46 cm. Ámsterdam, Rijksmuseum.
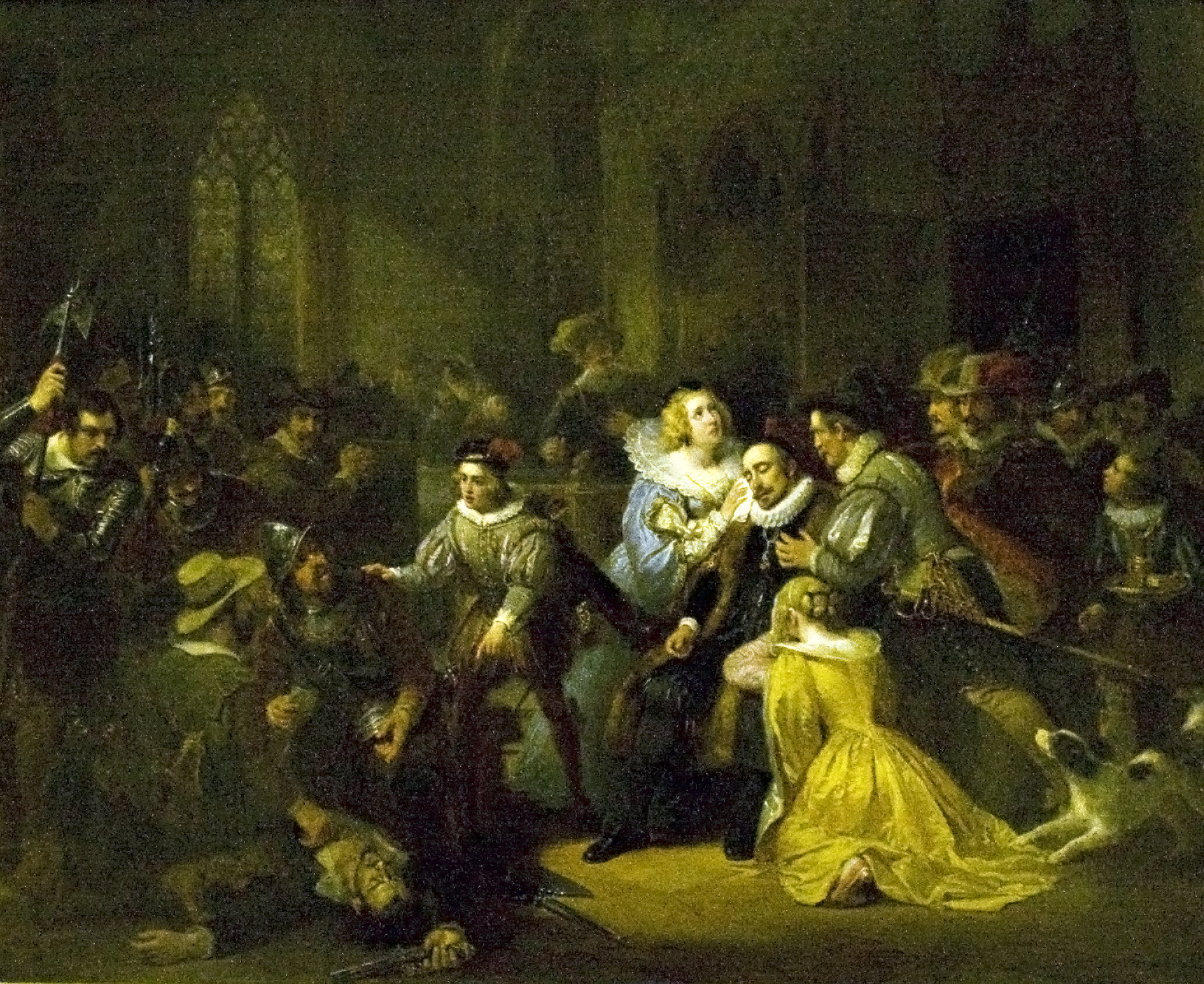
De aanslag op het leven van Willem I in Antwerpen op 18 maart 1582 (El atentado contra la vida de Guillermo I en Amberes el 18 de marzo 1582), 1838. Óleo sobre lienzo, 120 x 98 cm. Haarlem, Eerste Schilderijenzaal, Teylers Museum.
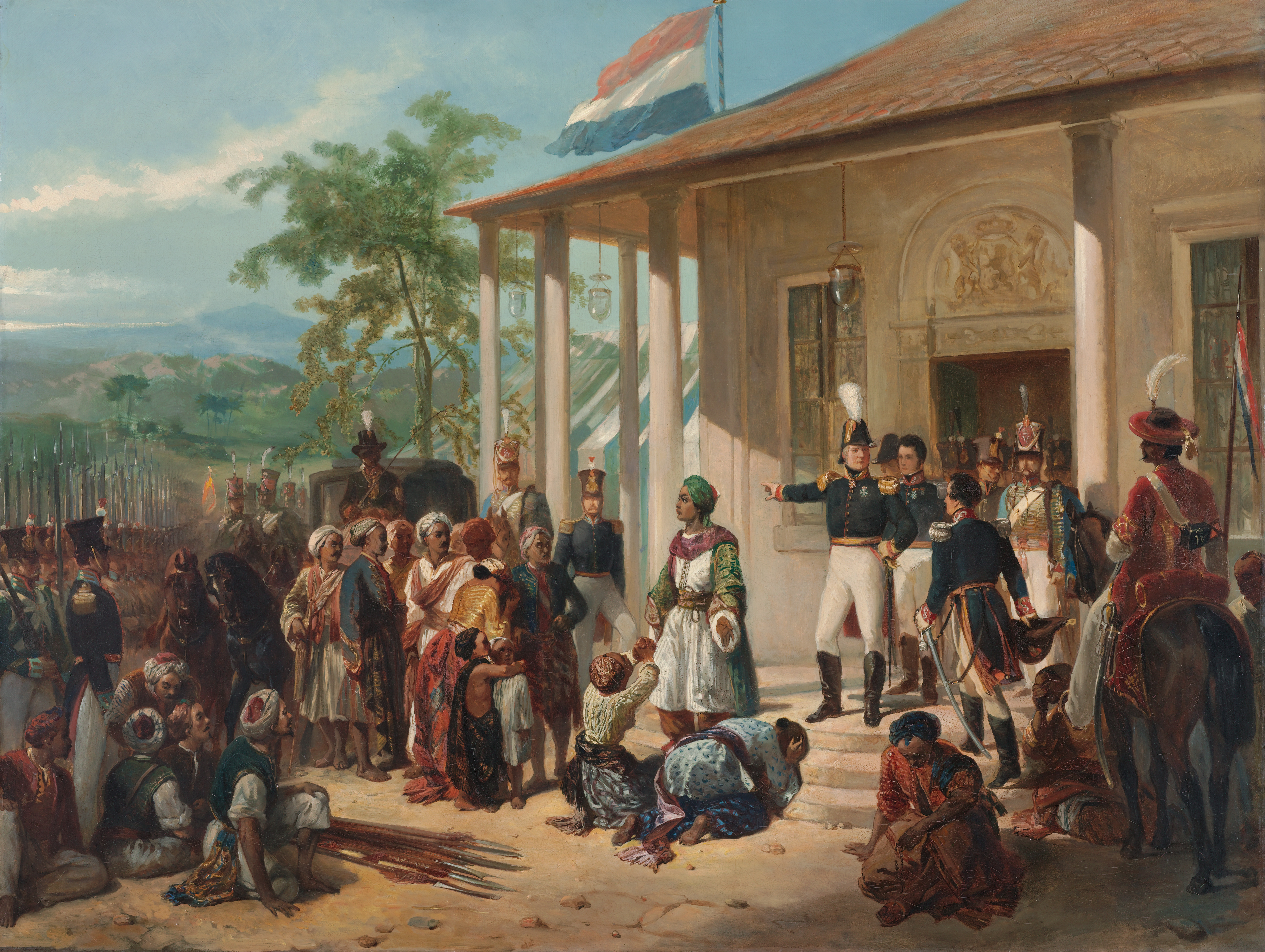
De onderwerping van Diepo Negoro aan luitenant-generaal Hendrik Merkus Baron de Kock, 28 maart 1830, waarmee de Java-oorlog (1825-30) werd beëindigd, 1835. Óleo sobre lienzo, 100 × 77 cm. Ámsterdam, Rijksmuseum.
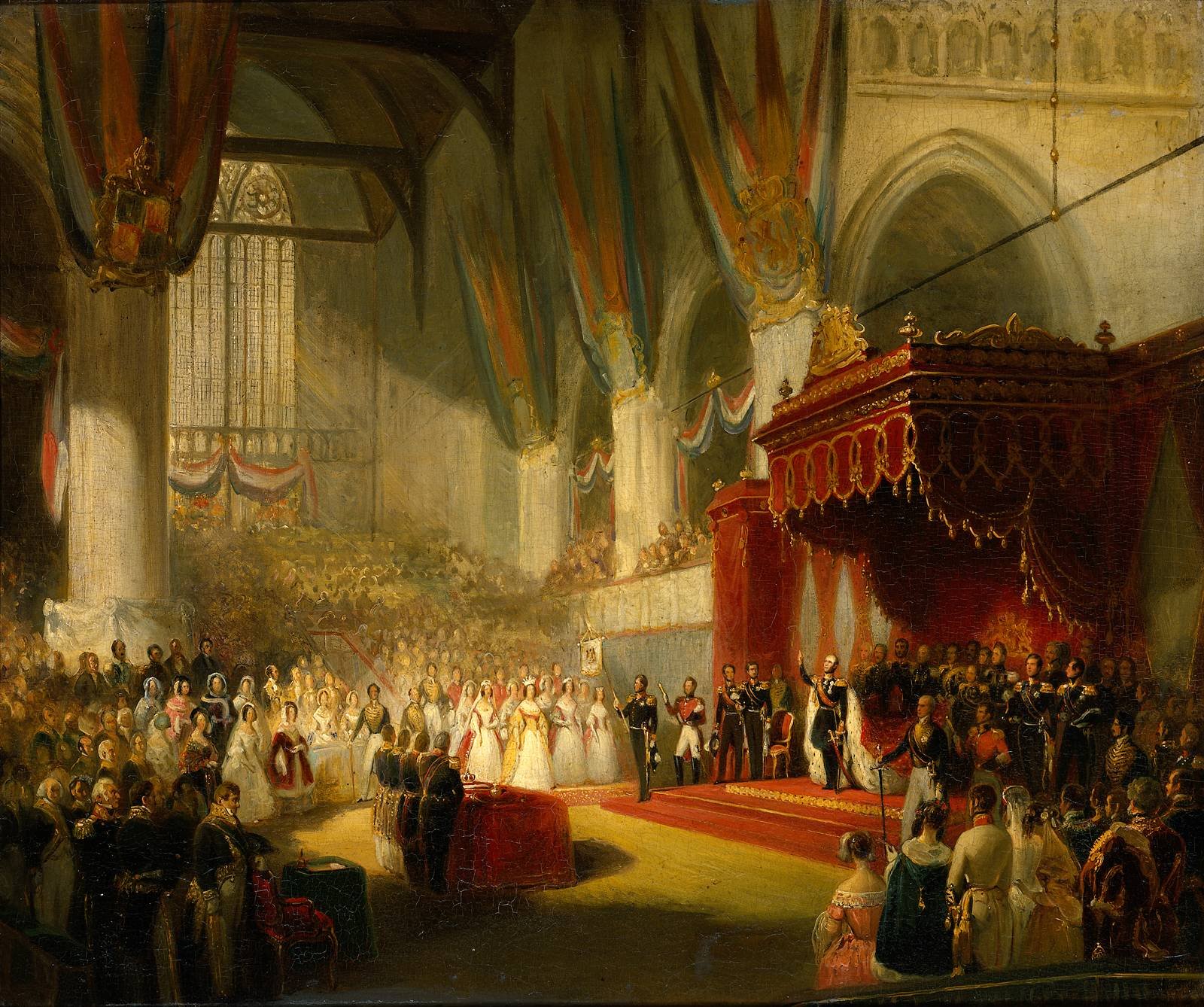
De inhuldiging van koning Willem II in de Nieuwe Kerk (La proclamación del rey Guillermo II en la Nieuwe Kerk), 1840-1850. Óleo sobre lienzo, 55 × 46.5 cm. Ámsterdam, Rijksmuseum.
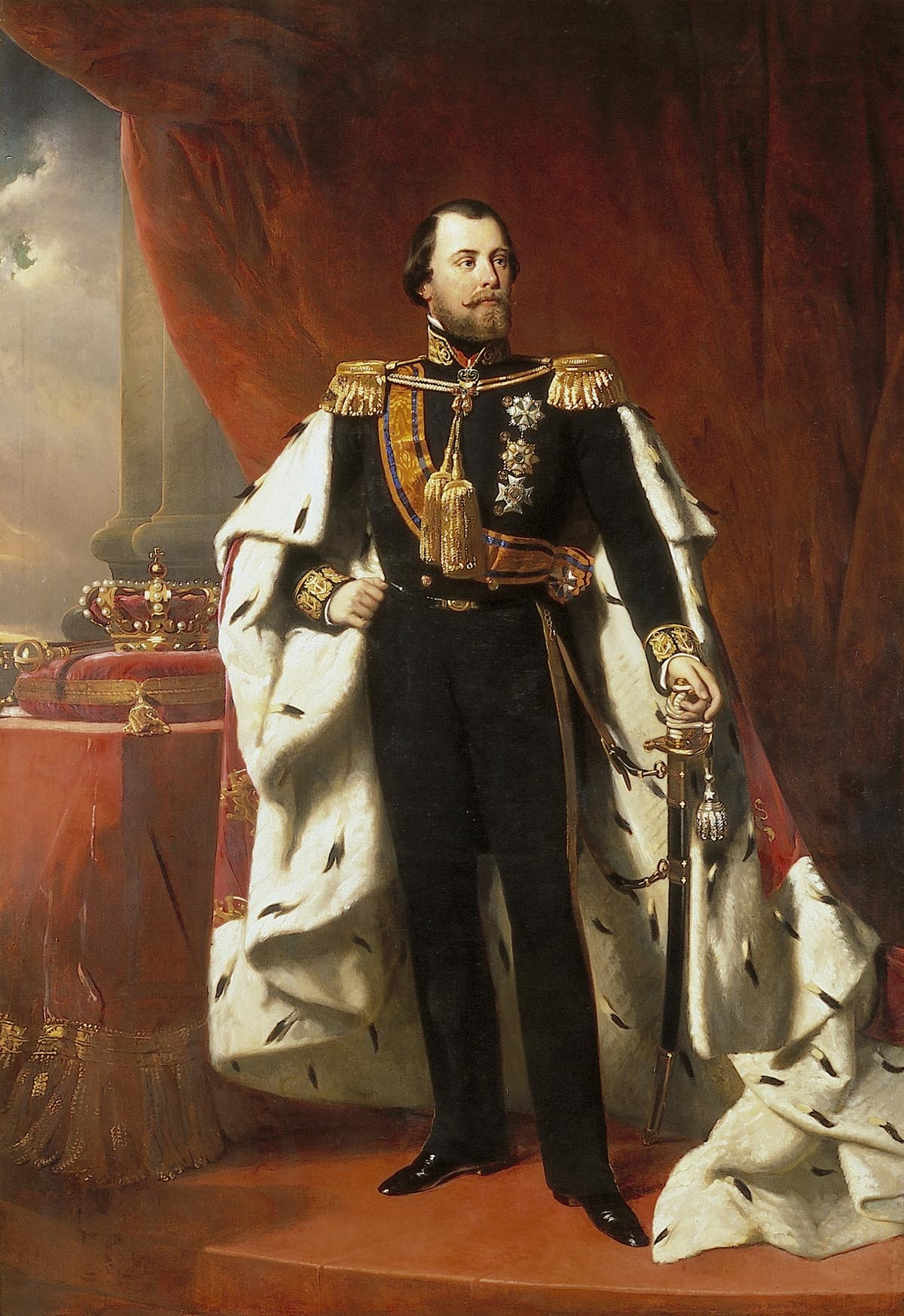
Willem III (1817-1890), koning der Nederlanden (Guillermo III (1817-1890), rey de los Países Bajos), 1856. Óleo sobre lienzo, 198 × 284 cm. Ámsterdam, Rijksmuseum.
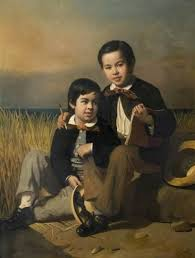
Portret van Pieter en Henri van Lawick van Pabst (Retrat de Pieter y Henri van Lawick van Pabst),  1860. Museo Frans Hals.